# Nerodia clarkii
La Nerodia clarkii, comúnmente conocida como serpiente de marisma, es una especie de serpiente colúbrida semiacuática, no venenosa, que se encuentra en el sureste de Estados Unidos. Su área de distribución se extiende a lo largo de las marismas salobres del Golfo de México y la Costa Atlántica desde Texas hasta Florida, con una población adicional en el norte de Cuba. Las diferentes subespecies de esta serpiente se identifican principalmente a través de patrones de color en el vientre de cada serpiente, o anterior.

## Etimología
El nombre específico, clarkii, es en honor del topógrafo y naturalista estadounidense John Henry Clark (1830-1885).

## Descripción y subespecies

### Descripción general
Las serpientes de marisma alcanzan una longitud total (incluida la cola) de 38-76 cm. También son muy variables tanto en patrón como en coloración. Se encuentra más comúnmente en marismas saladas, esta serpiente habita hábitats salobres y de agua salada; también se encuentra escondida en madrigueras de cangrejos. Aunque las serpientes de marismas saladas son comunes en todo el territorio que habitan, tienen una tendencia a ser cautelosas y reservadas, por lo que rara vez se ven. Todos los miembros de esta especie se reproducen a través de nacidos vivos, y todos son semiacuáticos. Además, todas las formas de esta especie pueden distinguirse por tener 21 o 23 filas de escamas.
El agua de mar que habitan ejerce una continua atracción sobre el equilibrio electrolítico de sus tejidos, debido a la ósmosis. Su piel escamosa de reptil actúa como barrera contra la deshidratación externa, pero, si se ingiere, el agua de mar arrastra el líquido menos salino de la sangre y los tejidos hacia el estómago. La N. clarkii es la única especie que se establece en este nicho salino, bebiendo sólo agua de lluvia cuando está disponible y, en otras ocasiones, no tragando más que animales de presa con los mismos fluidos corporales diluidos que los suyos. Todas las especies de serpientes acuáticas (incluida la N. clarkii) suelen considerarse no venenosas, aunque emplean una compleja serie de enzimas en su saliva, lo que provoca cierta inflamación y edema a quienes han sido mordidos.

### Subespecie
La serpiente de marisma salada tiene tres subespecies distintas, todas ellas descubiertas y clasificadas por primera vez a mediados o finales del siglo XIX. Son las siguientes:

#### Serpiente de marisma del Golfo (Nerodia clarkii clarkii)
Esta es quizás la más prominente de las tres razas de N. clarkii, y es ciertamente la que tiene el área de distribución más lejana. Las poblaciones de la serpiente de marisma salada del Golfo se extienden de forma nativa desde los alrededores de Corpus Christi, Texas, hasta la región de Gulf Hammock, en Florida. Se caracterizan por sus prominentes rayas; los miembros de esta raza pueden ser grises, tostados o amarillos, pero todos exhiben cuatro rayas longitudinales de color marrón a negro que van desde la nuca hasta la cola. El color del vientre es inverso al del dorso, y es rojizo con una línea central clara de manchas ovales de color crema, a menudo flanqueada por una hilera de manchas pálidas. Las escamas están en 21 o 23 filas, y la placa anal está dividida. Hay poca diferencia ontogenética entre las serpientes juveniles y las adultas. Los individuos subsisten con una dieta principalmente de peces, y especialmente de especies que viven en aguas poco profundas como killifish y pequeños salmonetes, así como cangrejos de río y camarones. Los miembros de esta raza son principalmente nocturnos durante las calurosas noches de verano, pero pueden ser encontrados tomando el sol y forrajeando durante las horas diurnas en tiempo fresco. La madurez sexual se alcanza a los tres años.

#### Serpiente de los manglares (Nerodia clarkii compressicauda)
Las poblaciones nativas de la serpiente de los manglares se encuentran en Florida, desde la bahía de Tampa hacia el sur hasta Miami y hacia el norte a lo largo de la costa atlántica hasta las proximidades de Cabo Cañaveral. Dentro de esta área de distribución, la N. c. compressicauda habita principalmente en bosques de estuarios inundados de mangle botoncillo y mangle rojo, con el fin de minimizar la competencia con las numerosas especies autóctonas de agua dulce de Florida. Según un estudio, los pececillos cabeza de oveja (Semicossyphus reticulatus) son los más comunes entre los pequeños peces de estuario que son presa de esta subespecie; también se describe a esta subespecie como un depredador muy sedentario que permanece inmóvil hasta que las ondulaciones del agua cerca de su cuerpo desencadenan un comportamiento depredador. El estudio también halló una tendencia a buscar comida mínima. Esta subespecie exhibe muchos colores y patrones y puede ser gris, verde o tostado con bandas más oscuras o incluso puede ser naranja rojizo sólido o amarillo pajizo. También se sabe que se mezcla con otros tipos de serpientes de marismas saladas, lo que complica el proceso de identificación. Existen dos formas principales: una de color gris verdoso y una variante anaranjada. La variante gris verdosa tiene el dorso gris oliva con bandas transversales oscuras (algunos individuos que exhiben este esquema de color tienen rayas laterales parciales en la parte anterior del cuerpo) con el vientre gris verdoso nublado. Los adultos de la fase naranja, por otra parte, tienen el dorso y los lados anaranjados sin marcas; los jóvenes de esta fase son naranjas con bandas transversales dorsales oscuras. Todas las serpientes naranjas de esta subespecie tienen el vientre amarillo pálido, independientemente de la edad.Esta raza es nocturna. 
Serpiente de marisma salada del Atlántico (Nerodia clarkii taeniata)

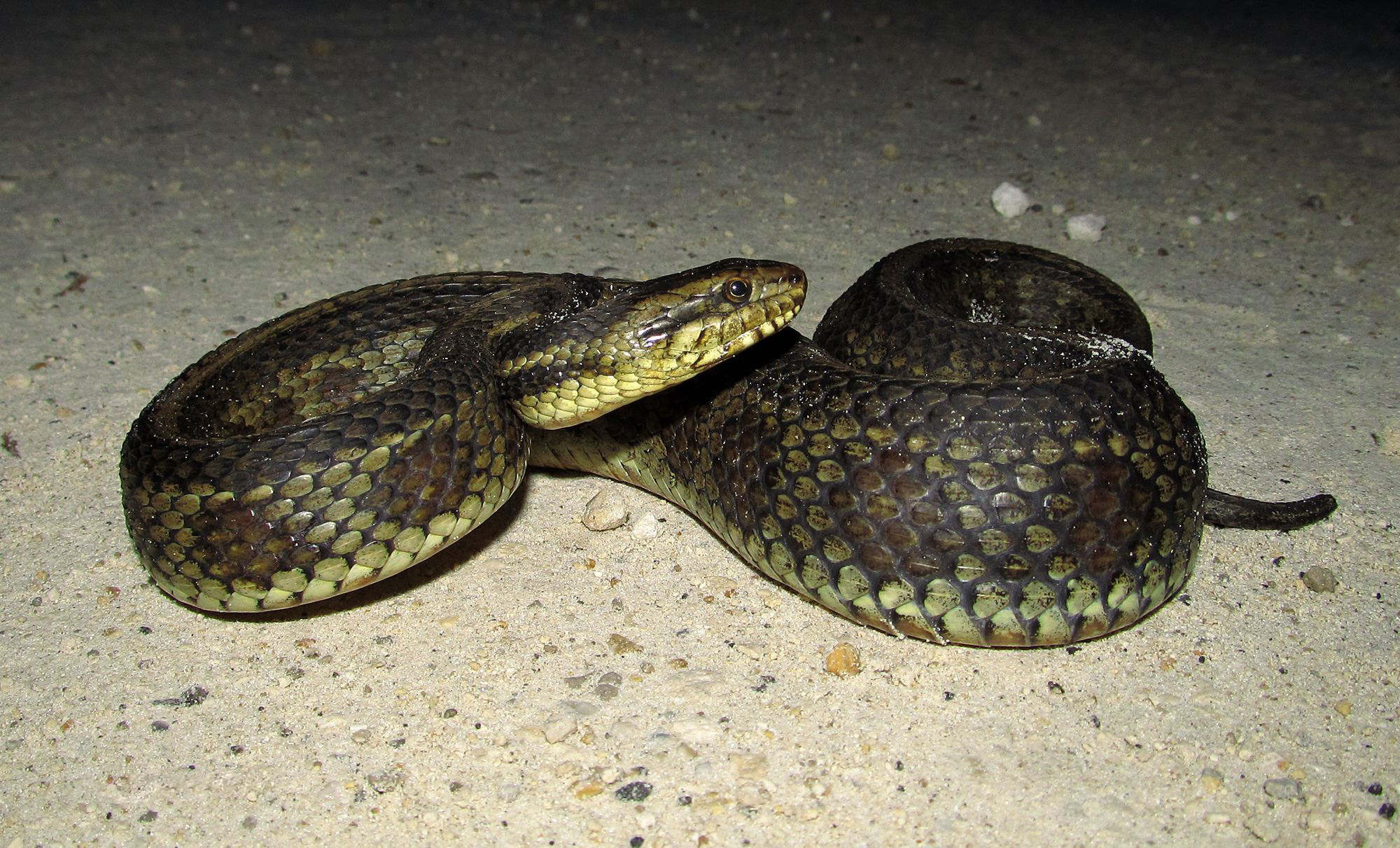
Culebra de las marismas saladas del Golfo (N. clarkii clarkii) en Florida

Una tercera subespecie, la serpiente de marisma salada del Atlántico (N. c. taeniata), en su forma pura está restringida a un pequeño tramo de costa en los condados de Volusia e Indian River, Florida. Sin embargo, las interrelaciones entre ella y la serpiente de marisma salada de manglar se extienden uno o dos condados hacia el sur del condado de Volusia. Gran parte de su hábitat se ha perdido debido al desarrollo comercial de la costa oceánica de la zona, como el relleno excesivo y el desarrollo en marismas saladas. De hecho, la pérdida de hábitat es tan grave para esta subespecie que ha sido catalogada como Especie Amenazada por el Servicio de Pesca y Vida Silvestre de EE. UU., habiendo recibido esta designación en 1977.  Los miembros de esta raza tienden a ser más pequeños que las otras dos razas, con un tamaño récord de sólo 24 pulgadas (61 cm). Las serpientes de marisma salada del Atlántico tienen un patrón de color de cuatro rayas oscuras en el cuello, que son reemplazadas por una serie de manchas oscuras o bandas en la parte posterior del cuerpo de la serpiente. Tienen rayas en la parte anterior y bandas o manchas en la posterior. El color de fondo dorsal de esta especie es entre gris y oliva, y las bandas anteriores pueden ser más oscuras que el color de fondo. Presenta escudos rojizos en el vientre, cada uno con una mancha amarillenta en la parte media ventral. La dieta de esta especie es la misma que la de la serpiente de las marismas del Golfo, consistente en peces y crustáceos. Al igual que la culebra de las marismas saladas del Golfo, esta subespecie es diurna durante el tiempo fresco y nocturna durante las calurosas noches de verano.

## Taxonomía
Algunas fuentes consideran que las tres razas de N. clarkii son subespecies de la serpiente de agua meridional, Nerodia fasciata. Otras consideran que no sólo las tres razas de N. clarkii, sino también la propia especie N. fasciata, son todas subespecies de N. sipedon.

### Subespecie
Se reconocen como válidas las tres subespecies siguientes de N. clarkii, incluida la subespecie nominotípica.
- Nerodia clarkii clarkii (Baird & Girard, 1853) - Serpiente de las marismas saladas del Golfo

- Nerodia clarkii compressicauda (Kennicott, 1860) - culebra de marisma de manglar

- Nerodia clarkii taeniata (Cope, 1895) - Culebra de las marismas saladas del Atlántico

## Lectura adicional
- Baird, S.F.; Girard, C.F. (1853). Parte I.-Serpientes. Washington, Distrito de Columbia: Smithsonian Institution. Regina clarkii, nueva especie, p. 48
- Boulenger, G.A. (1893). Containing the Families ... Colubridæ Aglyphæ, parte. Vol. I. Taylor and Francis, printers. London: Trustees of the British Museum (Natural History). Láminas I-XXVIII. (Tropidonotus clarkii, p. 238
- Conant, Roger; Bridges, William (1939). What Snake Is That?: A Field Guide to the Snakes of the United States East of the Rocky Mountains. New York and London: D. Appleton-Century Company. «(With 108 drawings by Edmond Malnate); Frontispiece map + viii + 163 pp. + Plates A-c, 1–32. (Natrix sipedon clarkii, pp. 105–106 + Plate 20, Figure 57)».

- Cope, E.D. (1895). «On some new North American Snakes». American Naturalist 29: 676-677. «Natrix compressicauda tæniata, new subspecies».
- Kennicott, Robert (1860). «Descriptions of New Species of North American Serpents in the Museum of the Smithsonian Institution». Proceedings of the Academy of Natural Sciences of Philadelphia (Washington) 12: 328-338. «Nerodia compressicauda, new species, pp. 335–336».
- Powell, Robert; Conant, R.; Collins, J.T. (2016). «Nerodia clarkii». Peterson Field Guide to Reptiles and Amphibians of Eastern and Central North America, Fourth Edition (Boston and New York: Houghton Mifflin Harcourt). pp. 414-415. ISBN 978-0-544-12997-9. «Plate 40».